# Рудничный (Кемеровская область)
Рудничный — посёлок городского типа в Кемеровской области России, входит в состав Анжеро-Судженского городского округа

## География
Расположен на реке Яя.
Расстояние до административного центра 106 км. Расстояние до ближайшей железнодорожной станции 9 км.

## История
Появление посёлка связано с разработкой Антоновского месторождения кварцитов. В 1959 году разросшееся поселение строителей получает статус посёлка городского типа. В 90-е годы закрылась мебельная фабрика, поставляющая по многим городам советского союза свою продукцию.

## Население
| 1959  | 1970  | 1979  | 1989  | 2002  | 2009  | 2010  |
| ----- | ----- | ----- | ----- | ----- | ----- | ----- |
| 2873  | ↗3383 | ↘3330 | ↗4690 | ↘4418 | ↘4332 | ↘3865 |
| 2012  | 2013  | 2014  | 2015  | 2016  | 2017  | 2018  |
| ↘3790 | ↗3804 | ↘3798 | ↘3797 | ↗3799 | ↘3752 | ↘3645 |
| 2019  | 2020  | 2021  |       |       |       |       |
| ↘3602 | ↘3555 | ↘3446 |       |       |       |       |

## Улицы
- Анжерская ул.
- Антоновская ул.
- Антоновский пер.
- Береговая ул.
- Береговой переулок пер.
- Березовая ул.
- Брусничная ул.
- Верхняя ул.
- Восточная ул.
- Дачная ул.
- Дорожная ул.
- Железнодорожная ул.
- Заречная ул.
- им 40-летия Победы ул.
- Кварцитная ул.
- Коммунистическая ул.
- Лазо пер.
- Лазо ул.
- Лесная ул.
- Луговая ул.
- Майская ул.
- Металлургов ул.
- Набережная ул.
- Нагорная ул.
- Нахимова ул.
- Подгорная ул.
- Подгорный пер.
- Пушкина ул.
- Рудничная ул.
- Садовая ул.
- Санаторная ул.
- Светлая 2-я ул.
- Светлая ул.
- Советская ул.
- Советский пер.
- Суворова ул.
- Судженская ул.
- Т.Ушакова ул.
- Трактовая ул.
- Трактовый пер.
- Усынина ул.
- Цветочная ул.
- Чапаева пер.
- Чапаева ул.
- Черемуховая ул.
- Чехова ул.

## Экономика
На территории поселка расположено Антоновское рудоуправление, входящее в состав КЗФ.